# Abdallah Ali Mohamed
Pour les articles homonymes, voir Abdallah.
Abdallah Ali Mohamed dit Ballah né le 11 avril 1999 à Moroni, est un footballeur international comorien évoluant au poste d'arrière droit ou arrière gauche au SC Aubagne.

## Biographie

### Carrière en club
Ali Mohamed Abdallah naît à Moroni en Comores. Il arrive en France à l'âge d'un an dans le quartier de la Busserine à Marseille où vit sa grand-mère Moindjoumoi. Son oncle, Moubarak a joué pour les Comores. Il passe son enfance entre l'école, l'école coranique et le football. Il intègre le centre de formation de l'Olympique de Marseille en 2012. Après sept saisons dans les équipes juniors et réserve du club, il signe son premier contrat professionnel en juillet 2019.
En septembre 2020, il est prêté une saison au SV Zulte Waregem en Belgique.
Il signe en juillet 2021 un contrat avec le club suisse de deuxième division du FC Stade Lausanne Ouchy. Lors de sa seconde saison au club, il termine troisième, synonyme de barrage de promotion que le club remporte contre le FC Sion. Il découvre ainsi l'élite suisse la saison suivante mais le club termine dernier et il quitte le club après soixante-dix-sept matchs joués.
En février 2025, il s'engage au Istres FC, en National 2, quatrième division française.

### Carrière internationale
Bien qu'encouragé par ses oncles Moubarak et Kassim d'attendre pour intégrer les équipes jeunes de l'équipe de France, Abdallah Ali Mohamed s'est toujours projeté sur la sélection des Comores. Il est sélectionné pour la première fois avec l'équipe A des Comores en 2017.
Ali Mohamed fait ses débuts avec les Comores contre le Togo dans un match amical le 4 juin 2017, les Comoriens s'inclinent deux buts à zéro.

#### Liste des matchs internationaux
| Matchs internationaux de Ali Mohamed Abdallah | Matchs internationaux de Ali Mohamed Abdallah | Matchs internationaux de Ali Mohamed Abdallah | Matchs internationaux de Ali Mohamed Abdallah | Matchs internationaux de Ali Mohamed Abdallah | Matchs internationaux de Ali Mohamed Abdallah | Matchs internationaux de Ali Mohamed Abdallah                        |
|                                               | Date                                          | Lieu                                          | Adversaire                                    | Résultat                                      | Compétition                                   | Notes                                                                |
| --------------------------------------------- | --------------------------------------------- | --------------------------------------------- | --------------------------------------------- | --------------------------------------------- | --------------------------------------------- | -------------------------------------------------------------------- |
| 1.                                            | 4 juin 2017                                   | Marseille, France                             | Togo                                          | 0-2                                           | Match amical                                  | Entre en jeu à la place de Nasser Chamed à la 63e minute de jeu.     |
| 2.                                            | 6 octobre 2017                                | Tunis, Tunisie                                | Mauritanie                                    | 0-1                                           | Match amical                                  | Entre en jeu à la place de Kassim Abdallah à la 55e minute de jeu.   |
| 3.                                            | 27 mai 2018                                   | Polokwane, Afrique du Sud                     | Seychelles                                    | 1-1                                           | Coupe COSAFA 2018                             | Titulaire.                                                           |
| 4.                                            | 29 mai 2018                                   | Polokwane, Afrique du Sud                     | Mozambique                                    | 3-0                                           | Coupe COSAFA 2018                             | Titulaire.                                                           |
| 5.                                            | 31 mai 2018                                   | Polokwane, Afrique du Sud                     | Madagascar                                    | 1-0                                           | Coupe COSAFA 2018                             | Entre en jeu à la place de Saifoudine Sanali à la 46e minute de jeu. |
| 6.                                            | 13 octobre 2018                               | Casablanca, Maroc                             | Maroc                                         | 1-0                                           | Qualification à la CAN 2019                   | Titulaire et remplacé par Ali M'Madi à la 91e minute de jeu.         |
| 7.                                            | 16 octobre 2018                               | Mitsamiouli, Comores                          | Maroc                                         | 2-2                                           | Qualification à la CAN 2019                   | Titulaire.                                                           |
| 8.                                            | 17 novembre 2018                              | Moroni, Comores                               | Malawi                                        | 2-1                                           | Qualification à la CAN 2019                   | Entre en jeu à la place de Saïd Bakari à la 66e minute de jeu.       |
| 9.                                            | 7 juin 2019                                   | Boulogne-sur-Mer, France                      | Côte d'Ivoire                                 | 3-1                                           | Match amical                                  | Titulaire.                                                           |
| 10.                                           | 14 novembre 2019                              | Lomé, Togo                                    | Togo                                          | 0-1                                           | Qualification à la CAN 2021                   | Titulaire.                                                           |
| 11.                                           | 18 novembre 2019                              | Iconi, Comores                                | Égypte                                        | 0-0                                           | Qualification à la CAN 2021                   | Titulaire.                                                           |

## Palmarès

### En club
Avec l'Olympique de Marseille, il est finaliste de la Coupe Gambardella en 2017 avec les moins de 19 ans. 

## Vie privée
Il est le neveu de Kassim Abdallah, international comorien également passé par l'Olympique de Marseille entre 2012 et 2014.